# Ждановский, Леонид Александрович
Леонид Александрович Ждановский (1918—1978) — полковник Советской Армии, участник Великой Отечественной войны, Герой Советского Союза (1945).

## Биография
Леонид Ждановский родился 1 июня 1918 года в селе Пятка (ныне — Чудновский район Житомирской области Украины). Окончил семилетнюю школу в Малине, затем в 1937 году — техникум механизации сельского хозяйства и лесоводства, после чего работал техником на Белоцерковском производственном участке Фастовского леспромхоза. В 1938 году поступил на учёбу в Киевский лесотехнический институт. В ноябре 1939 года Ждановский был призван на службу в Рабоче-крестьянскую Красную Армию. В 1942 году он окончил Харьковское военное авиационное училище связи, в том же году — Ленинградские командные бронетанковые курсы усовершенствования командного состава. С марта 1942 года — на фронтах Великой Отечественной войны. Принимал участие в боях на Северо-Западном, Сталинградском, Донском, Воронежском, 2-м Украинском фронтах. В боях два раза был ранен. Участвовал в Сталинградской битве. К сентябрю 1943 года гвардии капитан Леонид Ждановский командовал 3-м танковым батальоном 27-й отдельной гвардейской танковой бригады 7-й гвардейской армии 2-го Украинского фронта. Участвовал в битве за Днепр.
В ночь с 25 на 26 сентября 1943 года рота Ждановского успешно переправилась через Днепр на занятый пехотой плацдарм к северу от Верхнеднепровска. Всю первую ночь танкисты и пехотинцы сообща рыли на плацдарме укрытия и маскировали танки. Утром 26 сентября немецкие войска предприняли ряд контратак при поддержке танков и самоходных орудий. Во время первой контратаки танкисты Ждановского подбили два немецких танка, заставив противника отойти. Вторую атаку им также удалось успешно отбить. Когда во время третьей по счёту контратаки немецкие войска прорвались к позициям роты старшего лейтенанта Богомолова, Ждановский развернул танки и атаковал прорвавшихся, уничтожив самоходное орудие и большую часть атакующей пехоты. Всего же за тот день пехотинцы и танкисты отразили шесть вражеских контратак и сами перешли в наступление, уничтожив около 10 огневых точек. 27 сентября противник предпринял ещё десять контратак, но все они были отбиты. Пехотинцы и танкисты уничтожили более 300 вражеских солдат и офицеров, 4 танка, 3 штурмовых орудия, более 10 артиллерийских орудий. Выбив вражеские войска с их позиций, они успешно захватили и закрепились на них.
В дальнейшем Ждановский участвовал в Корсунь-Шевченковской и Ясско-Кишинёвской операциях, освобождении Венгрии и Чехословакии. Стал командиром батальона. Во время боёв в Венгрии, когда немецкие войска оказались в окружении в междуречье Ипеля и Грона, им удалось прорвать кольцо окружения советскими войсками. Чтобы закрыть брешь, был послан батальон Ждановского. Разведчики батальона, пропустив танки, уничтожили самоходные установки и противотанковые артиллерийские орудия, а затем в открытом бою батальон сломил сопротивление противника. В том бою батальон Ждановского уничтожил 2 самоходные установки, 11 орудий, 6 миномётов, более 100 вражеских солдат и офицеров. В плен попало около 120 солдат и офицеров противника, было захвачено 36 лёгких и средних танков.
Указом Президиума Верховного Совета СССР от 28 апреля 1945 года за «умелое командование танковым батальоном в бою с превосходящими силами противника северо-западнее Будапешта при ликвидации окружённой группировки гитлеровских войск и проявленные при этом мужество и геройство» гвардии капитан Леонид Ждановский был удостоен высокого звания Героя Советского Союза с вручением ордена Ленина и медали «Золотая Звезда» за номером 3756.
После окончания войны Ждановский продолжил службу в Советской Армии. В 1952 году он окончил Военную академию бронетанковых и механизированных войск. В 1960 году в звании полковника Ждановский был уволен в запас. Проживал в Новороссийске, умер 2 декабря 1978 года, похоронен на кладбище «Солнечное» в Новороссийске.
Был также награждён двумя орденами Красного Знамени, орденами Александра Невского, Отечественной войны 2-й степени, Красной Звезды, рядом медалей.